# Cover Flow
Cover Flow是一個可經由唱片封面來形象化地翻查一個數位音樂資料庫的三維圖形用戶界面。

## 歷史
最初由獨立的麥金塔開發者Jonathan del Strother創作，有些人將CoverFlow視作是2005與2006年間Mac OS X必備的應用程式，因為它給予用戶直觀、感性以及有效率的方式來形象化地瀏覽某個唱片收藏。
可能由於獲到高度的採用與評價，CoverFlow被蘋果公司收購並整合到其旗艦播放應用軟體iTunes中。iTunes在版本7.0中結合了Cover Flow技術，在2006年9月12日蘋果公司的活動上發佈，當天亦是第二代iPod Shuffle與Apple TV（當時代號為"iTV"）首次亮相的日子。最後一個由Steel Skies發佈的獨立版本RC1.2在當天的前一天2006年9月11日發佈，加入了對Apple Remote的支援，一個現己被蘋果公司整合到iTunes的功能；該軟體只限在當天自由分發，但現仍可自MacUpdate（页面存档备份，存于）網站上下載。2007年1月9日蘋果公司宣佈 iPhone將結合Cover Flow技術。Cover Flow在2012年11月30日推出的iTunes 11中被移除掉。
macOS Mojave Finder 中的 Cover Flow檢視已被圖庫檢視取代。

## 外部連結
- 開發者網站（現為蘋果公司的法津措辭）（页面存档备份，存于）
- 最初的概念（現為蘋果公司的法津措辭）， （页面存档备份，存于）
- CoverFlow圖示第一部份
- CoverFlow 圖示第二部份
- iTunes中的Cover Flow
- CoverFlow RC1.2下載